# Aeli järv
Aeli järv är en sjö i mellersta Estland. Den ligger i Kaiu kommun i landskapet Raplamaa. Aeli järv ligger 78 meter över havet. Sjöns area är 0,1 kvadratkilometer. Den utgör källan för ån Käru jõgi som är ett biflöde till Pärnufloden.